# Висар Фида
Висар Фида (на албански: Visar Fida; на македонска литературна норма: Висар Фида) е политик от Северна Македония от албански произход.

## Биография
Роден е на 24 януари 1971 г. в град Скопие. През 1998 г. завършва магистратура по компютърни науки към Техническия университет във Виена. През 2014 г. става магистър по бизнес администрация към Лондонското бизнес училище. Между септември 2005 и март 2009 г. работи като държавен съветник за телекомуникациите. От 2009 до 2011 г. работи към ЕВН в Тетово, където е директор отговорен за снабдяване с енергия. През 2011 г. е назначен за изпълнителен директор на агенцията за чуждестранни инвестиции и насърчаване на износа на Република Македония. На 28 юли 2011 година е назначен за министър без ресор, отговарящ да привличане на чуждестранни инвестиции в правителството на Република Македония.